# 찰스 파넬 (배우)
찰스 파넬(영어: Charles Parnell, 1975년 3월 18일 ~ )는 미국의 배우이다.

## 출연 작품

### 영화
- 리틀 야구왕 앤디 (2006)
- 트랜스포머: 사라진 시대 (2014)
- 백만 개의 작은 조각들 (2018)
- 탑건: 매버릭 (2022) - 월록 역
- 스파이더헤드 (2022)
- 미션 임파서블: 데드 레코닝 (2023)
- 더 킬러 (2023)

### 텔레비전
- 로앤오더: 범죄 전담반 (2004-22)
- 위드아웃 어 트레이스 (2005)
- 올 마이 칠드런 (2005-08)
- CSI: 마이애미 (2008)
- 본즈 (2008)
- 90210 (2009)
- 라이 투 미 (2009)
- NCIS (2009)
- CSI: 마이애미 (2009)
- 포가튼 (2010)
- 프린지 (2011)
- 롱마이어 (2013)
- 콘스탄틴 (2014)
- 더 라스트 쉽 (2014-18)
- 베터 씽스 (2016)
- 만달로리안 (2023)
- 배리 (2023)

### 비디오 게임
- 맨헌트 2 (2007)
- 그랜드 테프트 오토 IV (2008)
- 그랜드 테프트 오토 V (2013)
- 콜 오브 듀티: 어드밴스드 워페어 (2014)
- 더 크루매스 이펙트: 안드로메다 (2017)
- 마블 어벤져스 (2020)